# O Chamado de Cthulhu

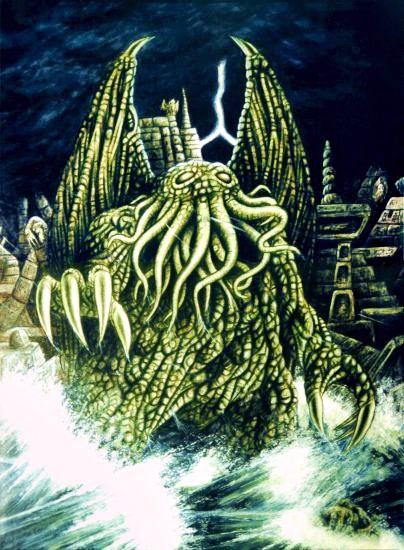
Cthulthu na cidade perdida de R'lyeh

The Call of Cthulhu ("O Chamado de Cthulhu" em português) é um conto de horror do escritor norte-americano H. P. Lovecraft, contando a investigação sobre um ser extraterrestre dos "antigos", que na mitologia lovecraftiana seriam criaturas cósmicas, vindas à Terra antes desta abrigar a vida.
Cthulhu é um deus que nas primeiras páginas do conto aparece como um ídolo de argila quase indescritível, possuindo um culto multimilenar dedicado a trazê-lo de volta — um retorno que desencadearia o fim da humanidade.
O conto foi escrito em 1926 e foi publicado pela primeira vez na revista estadunidense Weird Tales (Contos Estranhos) em fevereiro de 1928.

## Na cultura popular
Existe também um RPG com esse nome, baseado na mitologia de Lovecraft, bem como quatro músicas da banda norte-americana Metallica (The Call of Ktulu, do álbum Ride The Lightning, The Thing That Should Not Be, do álbum Master of Puppets, All Nightmare Long, do álbum Death Magnetic, e Dream No More, do álbum Hardwired...to Self-Destruct). E a música brasileira O Chamado pela banda Nardones. Diversas paródias a músicas bastante conhecidas podem ser encontradas na internet; entre elas, a Aleluia de Handel (Oh, Cthulhu) , If I Only Had a Brain (If I were a Deep One) de O mágico de Oz e Hey There Cthulhu.
Em 2015, a editora brasileira Draco anunciou uma seleção para uma antologia de quadrinhos baseada em O Chamado de Cthulhu, lançada em 2016 com o título O Despertar de Cthulhu em Quadrinhos.